# Eugène Klimoff
Eugène Klimoff (Klimov) naît 8 mai 1901 à Mitau (aujourd’hui Jelgava) en Lettonie et décède le 29 décembre 1990  à Montréal. C’est un peintre, un lithographe et graveur, un professeur, un historien d’art, un auteur, un mosaïste et restaurateur d’icônes. Il a dédié son œuvre à des paysages et des portraits.

## Biographie

### 1901-1919
Eugène Klimoff (Klimov) naît 8 mai 1901 à Mitau (aujourd’hui Jelgava) dans la région de Courlande en Lettonie. Il est le fils de Yevgeny Klimoff (1868-1919) et de Maria Kuntze (1870-1949). Il naît dans une famille de l’intelligentsia urbaine : son père est avocat et sa mère enseignante.
Il a trois frères : l’antiquaire George (1895-1967), le musicien et professeur Constantin (1896-1974), l’ingénieur Paul (1899-1970). Il passera son enfance dans les villes de la Baltique.
En 1903, son père, à la recherche d’un emploi mieux rémunéré, obtient un poste de greffier adjoint du tribunal de district à Libau et toute la famille déménage dans cette ville et y demeure jusqu’en 1911. Après son passage à Libau, la famille déménage à Varsovie en 1913, puis s’établit à Saint-Pétersbourg au début de la Première Guerre mondiale,. Eugène Klimoff étudie alors au Premier gymnasium classique de Saint-Pétersbourg qui est un lycée pour garçons. Mais, avec le début du mouvement révolutionnaire, la famille déménage à Novotcherkassk pour s’éloigner de l’agitation et c’est dans cette ville qu’Eugène gradue. Puis, il entre à l’Institut polytechnique du Don (toujours à Novotcherkassk) tout en étudiant à l’École d’art d’I. F. Popov.
Mais, la situation ne s’améliore pas, son père décède en 1919 et en 1921, la famille s’installe à Riga qui, à cette époque, est la capitale de l’État indépendant de Lettonie (reconnu en 1919).

### 1919-1929
Pour poursuivre la tradition familiale, Klimoff voulait devenir architecte comme son grand-père et arrière-grand-père, mais cela n’arrive pas. Il s’inscrit plutôt à l’Académie des Arts de Riga, où il étudie dans le département de peinture figurative sous les enseignements du peintre et sculpteur renommé Jānis Tilbergs et de l’historien de l’art tout aussi réputé Boris Robertovich Vipper (en). Il étudie aussi avec le peintre-illustrateur Dmitri Kardovski et le peintre paysagiste Arkhip Kouïndji.
Il travaille aussi dans l’atelier du peintre spécialisé dans les paysages Vilhelms Purvītis. Il faut dire que Klimoff a eu la chance d’étudier auprès de deux des plus grands artistes lettons du début du XXe siècle, Jānis Tilbergs et Vilhelms Purvītis.
Pendant ses études, il visite les musées, les expositions et, les peintures comme celles de Viktor Vasnetsov et Ivan Bilibin, réveillent en lui une passion réelle. Il voyage aussi souvent pour étudier l’art d’Europe occidentale ; il va en Allemagne, en Italie, en France. Il visite deux fois l’U.R.S.S. pour étudier l’art russe.
En 1927, lors d’un voyage en U.R.S.S. avec un groupe de collègues, il visite Moscou, Leningrad, Novgorod, la région de Pechora, Izborsk, le monastère orthodoxe Laure de la Trinité-Saint-Serge de Serguiev Possad, Izborsk, mais le point d’attraction pour le groupe est Pskov et cette ville touche profondément le jeune Klimoff. Il y est très attentif à l’architecture et aux fresques russes qu’il y voit. Cette ville va devenir une référence pour lui, autant culturellement qu’historiquement, parce qu’elle a conservé des témoignages de la Russie ancienne, témoignages encore préservés à ce moment-là. L’esprit orthodoxe qui habite cette ville l’influencera dans ses beaux-arts et attisera son désir pour la tradition culturelle russe ».
C’est en 1928, alors qu’il étudie toujours, qu’Eugène Klimoff publie son premier album de lithographies qui comportent des paysages urbains, surtout ceux de Riga.

### 1929-1939
Il gradue de l’Académie des Arts en 1929 avec un Diplôme de maîtrise ès arts de peintre et de critique d’art. Il est devenu un dessinateur remarquable, un peintre raffiné et un spécialiste de l’histoire de l’art russe,. La même année, il part à Paris pour y visiter les musées, dessiner et il réalise une série de dessins qui sont publiés dans la Revue archéologique de Paris. Toujours en 1929, « il participe à l'exposition d'art russe à Copenhague ».
Dans les quatre années qui suivent, il voyage aussi régulièrement en Europe et il étudie l’art à Moscou, à Paris, en Italie et en Autriche. Il participe à des expositions en Lettonie et en Europe, il restaure des icônes, publie des articles sur les beaux-arts et donne des conférences. Il travaille aussi comme graphiste ou comme peintre portraitiste et paysagiste. Il continue à élargir son champ d’action : il apprend à travailler la mosaïque, la gravure, la création et la restauration d’icônes et de peintures d’église.
Le début des années trente est marqué par la quête spirituelle de Klimoff, par sa quête du sacré et il étudie plus encore l’iconographie orthodoxe. Il en profite aussi pour visiter le terroir, l’arrière-pays des vieux-croyants. Il en fait des dessins et des gravures qu’il rassemble dans un album séparé. En 1930, il obtient un poste de professeur au Gymnasium russe Lomonossov (lycée) et à l’université de Riga où il enseigne le dessin et l’histoire de l’art (de 1930 à 1944),. Dans la même période, il est le secrétaire de la société d’arts "Akropolis" à Riga (jusqu’en 1940), puis il devient le chef de la section russe et vice-directeur du Musée d’Art de Riga (1940),.
En 1934, il fait le croquis d’une mosaïque de Saint-Jean-Baptiste qui se trouve dans la niche au-dessus de la porte de la chapelle au cimetière Pokrovsky à Riga,. Avec Yuri Rikovski et NN Andabursky, il peint la grande fresque Sainte Trinité pour l'église Saint-Jean de Riga. Eugène Klimoff se marie avec Maria Morozova (1902-1978) aux environs de 1935. Ils ont deux fils : Ilya (1936-2020) et Alexis (1939). En 1937, avec E. E. Pren, il organise une exposition à Riga et l’année suivante, il expose ses œuvres à la galerie P. Loujetzky à La Haye avec Olga Alexandrovna (1939 et 1940). Dans les dix années d’avant-guerre, Klimoff publie neuf albums de lithographies.

### 1939-1944
Pendant la Deuxième Guerre mondiale, Klimoff continue à enseigner au Gymnasium et il voyage beaucoup. À chaque endroit qu’il visite, il dessine, trace des croquis.
En 1940, il est nommé chef de la section russe, au musée d’Arts de Riga qui l’invite comme restaurateur d’icônes. Pendant cette période, il s’imprègne complètement dans l’iconographie de l’Église russe. Peu de temps après, il est nommé directeur adjoint de ce musée tout en continuant à enseigner le dessin et l’histoire de la peinture. Il peint et dessine beaucoup. Mais avec la prise de Riga par les troupes allemandes, il est démis de ses fonctions par la nouvelle administration,.
En 1942, dans le cadre d’une mission orthodoxe russe, Klimoff retourne à Pskov qui est sous occupation allemande. C’est à ce moment-là qu’il fait un croquis de l’icône en mosaïque de la Sainte Trinité en concordance avec la célèbre Sainte Trinité de Andreï Roublev. Cette mosaïque devait être placée dans la niche de la porte de detinets (forteresse) tout près de la Cathédrale de la Trinité de Pskov. Le projet de Klimoff est de la donner à la cathédrale de la Trinité de Pskov mais elle n’est installée qu’après la guerre grâce aux efforts des paroissiens. Il réalise aussi des mosaïques pour les cathédrales de Riga.
En 1942, le recueil de lithographies À travers le territoire de Pskov est publié. Ses dessins sont inspirés d’impressions ressenties lors de son récent à Pskov. Ce recueil comprend des vues de la vieille ville, « des ruines d'Izborsk, des vues de Petchora (alors territoire de l'Estonie), un ensemble d'églises orthodoxes dans la région de Pskov ». La même année, il organise une exposition à Riga, présente ses œuvres à la galerie P. Loujetzky à La Haye. À Riga, il fait partie des 1re et 2e Expositions générales d'art (1942, 1943). De 23 janvier au 5 février 1944, il expose en solo à la galerie de la Coopérative des Beaux-Arts de Riga (Кооператива изобразительных искусств). Toujours en 1944, il participe aussi à l'Exposition de peintures d'artistes russes.
Suite l’annexion des états baltes par l’Armée rouge en 1940, une répression s’est installée. Alors, quand Klimoff reçoit une invitation du Séminaire et Institut de N. P. Kondakov (en) de Prague pour occuper un poste de restaurateur d’icônes russes, il accepte et la famille d’Eugène Klimoff quitte pour toujours sa terre natale de Lettonie en 1944.

### 1944-1949
Les Klimoff s’installent donc à Prague, en Tchécoslovaquie. Dans le cadre de son travail, Klimoff restaure la célèbre icône Notre Sauveur d’Andreï Roublev (faite vers 1430) de la collection Kozma Soldatenkov. Il exécute aussi la mosaïque de la Dormition de la Théotokos de l’église orthodoxe située au cimetière d'Olšany à Prague.
Au printemps 1945, Klimoff déménage avec sa famille en Allemagne dans le village de Heidenheim (Bavière) qui est situé dans la zone américaine d’occupation ; ils vivent dans un camp de personnes déplacées.
Pendant cette période, il peint des paysages et des portraits et, en 1948, il publie un nouvel album de lithographies Kitzingen. Il entretient aussi une correspondance avec plusieurs artistes célèbres pour obtenir des informations sur leur travail.
Au cours de ces années, Klimoff organise des expositions monographiques dans différents pays, participe à plusieurs expositions de groupe. Il continue aussi ses conférences publiques sur l’histoire de l’art russe, il publie de nombreux articles, et il enseigne même la langue russe dans une école américaine.
Étant donné leur opposition au régime communiste russe, les trois frères d’Eugène Klimoff émigrent au Canada. Et en septembre 1949, après avoir reçu la permission d’entrer au Canada, Eugène Klimoff, son épouse et ses deux fils émigrent au Canada où l’artiste Klimoff vivra jusqu’à la fin de sa vie.

### 1949-1990
Un mois après sa descente du paquebot Scythia qui l’amène au Canada, Eugène Klimoff fait sa première exposition en terre libre à Trois-Rivières.
Au Canada, il reprend ses activités habituelles : il peint des icônes, donne des cours d’art visuel, continue ses études en peintures. De plus, il se lie avec les émigrés russes, s’implique dans la communauté orthodoxe russe du Canada et il entreprend des études en journalisme. Il organise aussi des expositions d’art.
En 1953, il fait partie de l’exposition des artistes russes à Toronto. De 1955 à 1960, il enseigne la langue russe dans une école d’officiers à Québec. Puis, pendant plus de vingt ans, il enseigne l’histoire de la littérature et de l’art russes dans différents collèges et universités nord-américains. Il poursuit aussi ses conférences sur les mêmes sujets. Il collabore régulièrement à différents journaux russes publiés en Amérique, dont Novoe rousskoe slovo et Novyi Journal (ru). Il entretient aussi une correspondance avec plusieurs autres artistes : « Alexandre Nikolaïevitch Benois, Zinaïda Evguenievna Serebriakova, Mstislav Doboujinski et d'autres artistes de l’art russe à l’étranger».
Au cours des années 1960 et 1970, il fait une dizaine d'expositions solos dans différentes villes du Canada, dont Québec, Montréal et Ottawa,. Il participe aussi à des expositions collectives dans plusieurs villes en Europe, dont La Haye, Rome, Copenhague et Belgrade. En 1967, il donne des conférences sur la peinture religieuse russe au XIXe siècle, à l’université Carleton d’Ottawa. Quatre ans plus tard, son nom est mentionné dans la publication Canadian Artists (1971) soulignant sa contribution pour l’art au Canada,.
En 1974, il fait paraître, comme critique d’art, Russian Artists. Ce livre est publié à New York. L’année suivante, il réalise une exposition d’art religieux à la Cathédrale orthodoxe des Saints Pierre et Paul, à Montréal (Canada). De plus, au cours de cette période, il réalise des portraits d’immigrants russes en Amérique, dont ceux « des poètes Ivan Elagin, Igor Tchinnov et Yuri Pavlovich Ivask (en) ; des historiens N. I. Ulyanov et A. I. Makarovsky ; du philosophe Ivan Alexandrovitch Ilin, du géographe P. N. Savitsky ; de l’écrivain Roman Goul, etc.. Des expositions solos de Klimoff ont lieu à Londres, Prague, Riga, Geisenheim, Wurzburg, Québec, Montréal, Ottawa. Étant reconnu comme un des principaux experts en peinture orthodoxe russe, il participe à des conférences en Europe, aux États-Unis et au Canada. En 1989 et 1990, des expositions de Klimoff ont lieu à Moscou, Pskov et Riga.
En 1989, il fait « don à la Fondation culturelle de l'U.R.S.S. d'une collection d'œuvres d’Alexandre Benois et plus de trente de ses propres œuvres, dont les portraits des écrivains Ivan Sergeyevich Shmelyov et de Boris Leonidovitch Pasternak».
Eugène Klimoff décède 29 décembre 1990 à Montréal dans un accident de voiture. Il est inhumé au cimetière d’Ottawa dans section orthodoxe d'Ottawa.
Depuis les années 1990, son fils, Alexei Klimoff, a continué à transférer dans les collections de certains musées russes comme le Musée A. S. Pouchkine de Moscou et le musée-réserve historique, architectural et artistique de l'État de Pskov ceci : « les œuvres d'art créées par Eugène Klimoff et les matériaux de sa biographie, y compris des souvenirs personnels et un vaste corpus de lettres adressées à l'artiste par de nombreux représentants emblématiques de la culture et de l'art russes qui se sont retrouvés hors de Russie ».

## L’artiste
Eugène Klimoff a une vision très précise du travail d’un artiste : 

« Pour un artiste russe, la peinture n’est pas un amusement ni un jeu, mais la manifestation de ses sentiments devant le visage du Seigneur, devant la beauté de la nature, aussi bien que le besoin de comprendre son caractère national, son passé historique. »

— Klimoff, Russian Artists, 1974

Eugène Klimoff a été un peintre, un graphiste, un lithographe, un graveur, un sculpteur sur bois, un auteur de nombreux articles et livres sur les artistes russes, un historien de l’art, un professeur. Dans plusieurs pays, Klimoff a restauré des icônes, des murales d’églises. Il a été aussi un conférencier actif sur les beaux-arts russes des XVIIIe, XIXe et XXe siècles, incluant le travail de ses contemporains russes.
Agissant comme mécène des arts, il a transféré certaines œuvres de sa collection personnelle dont des « œuvres d'artistes russes qui se sont retrouvés en exil après 1917 dans leur patrie » dans des collections de musées russes.
Aujourd’hui son travail se retrouve dans les collections muséales à Riga, Moscou, Saint-Pétersbourg, Québec, et principalement à Pskov. Elles se retrouvent aussi dans des collections privées en France, au Canada, en Israël, en Angleterre, en Russie et aux États-Unis. Certaines de ses icônes ou de ses œuvres se trouvent dans des églises à Montréal, Ottawa, Riga, Los Angeles, Prague et dans des collections privées.
L’historien N. I. Saltan, déclare que « la famille Klimoff a remis pendant 25 ans au musée de Pskov une collection de 1000 objets d’Eugène Klimoff, dont des peintures, des dessins et des livres du maître ».
Eugène Klimoff a à son compte plus de 300 publications.

## Œuvre

### Albums de lithographies
En plus d’une vingtaine d’albums de lithographies et de zincographies, il a fait des lithographies et des gravures sur bois séparées avec des vues des États baltes, de l'Italie, de Paris, de l'Allemagne et du Canada.
- 1928 : Dix paysages urbains (Riga), 1928[2],[3].
- 1937 : Paysages urbains (Riga)[2].
- 1939 : Dans la région de Pechora, note(s) : avec une préface du professeur AI Makarovsky[2],[4].
- 1941 : Riga[2].
- 1942 : Across the Baltic States (1942)[4].
- 1942 : Pskov[4].
- 1943 : Italie[2].
- 1948 :  Kizhzingen (Allemagne), Kitzingen[2].
- 1951 : Québec: dix lithographies d'Eugène Klimoff, textes de Clément Marchand, Québec: Éditions "Olir"[2].
- 1952 : Ce qui s'en va: dix lithographies d'Eugène Klimoff, textes de Clément Marchand[2].
- 1954 : Toronto[3].
- 1954 : Ports de Gaspé : six lithographies d'Eugène Klimoff = Ports of Gaspé : six lithographs of Eugene Klimoff, Québec (Province) : s.n., 1954, 1 portefeuille, 6 f.) : tout en ill. ; 31 cm.
- 1955 : Côtes de la Gaspésie : dix lithographies d'Eugène Klimoff = Touring Gaspesia : ten lithographs by Eugene Klimoff, Québec (Province) : s.n., 1955, 1 portefeuille ([1], 10 f.) : tout en ill. ; 31 cm.

### Peintures, croquis et portraits
Klimoff est l'auteur « de plus de trois cents portraits d'émigrants russes de la première vague et de leurs descendants, réalisés dans diverses techniques de peinture». Il a aussi réalisé un grand nombre de peintures et de croquis.

### Restauration et icônes
Au cours de sa vie, Eugène Klimoff s’est engagé dans la restauration de diverses peintures de l'art visuel russe ancien, d’icônes et de fresques orthodoxes.

### Illustration pour livres imprimés
- 1950 : Nouvelle vie illustrée du bon père Frédéric, Onézime Lamontagne, avant-propos de Clément Marchand, ill. de Eugène Klimoff, Trois-Rivières : Éditions Bon Père Frédéric, 1950 (Trois-Rivières : Imprimerie du Bien public), 77 p., : ill., portr. ; 22 cm
- 1950 : Illustrated life of good Father Frederic, Onézime Lamontagne, traduit du français par Raphael Brown, ill. de Eugène Klimoff, Trois-Rivières : Éditions Bon Père Frédéric, 1950 (Trois-Rivières : Imprimerie du Bien public), 77 p., : ill., portr. ; 22 cm

### Livres imprimés
- 1974 : Artistes russes. Recueil d'articles, Eugene Klimoff, paru en langue russe, New York : Put’Zhizni St. Fondation Seraphim, 1974, 263 p, note(s) : illustrations n/b (https://www.ebay.com/itm/1974-INSCRIBED-Eugene-KLIMOFF-KLIMOV-Russian-Artists-ART-Book-Emigre-rare-Russia-/193144706695)

### Œuvres posthumes
- 2002 : son livre Russian Artists est publié à Riga, Lettonie.
- 2004 : Album des œuvres d'Evgeny Klimoff, préparé par son fils Alexei Klimoff et Margarita Saltupe.
- 2006 : Œuvres sélectionnées, compilé par son fils Alexis Klimoff, Riga : Presse du journal de l’université de Lettonie, 2006, note(s) : 44 œuvres d’Eugène Klimoff : icônes, œuvres graphiques, peintures (Е.Е. Климов: Избранные работы, cоставитель А.Е. Климов)

## Honneurs posthumes
- 1990 : En Lettonie, en 1990, une exposition personnelle a été organisée sur le patrimoine créatif et artistique d'E. E. Klimoff. À peu près à la même époque, deux livres de l'artiste sont publiés.